# Se Acaso Você Chegasse (álbum)
Se Acaso Você Chegasse é o álbum de estreia da cantora e compositora brasileira Elza Soares, lançado em 1960 pela Odeon e com produção musical de Oswaldo Borba e Ismael Corrêa.

## Antecedentes
Em 1960. Elza Soares conseguiu realizar seu sonho de trabalhar somente com a música, quando surgiu um concurso na rádio, tendo que cantar as músicas escolhidas por eles e, como foi a vencedora, ganhou uma oportunidade de trabalho, assinando um contrato e cantando semanalmente. Com o tempo, acabou sendo convidada para aparecer na TV, e nesse mesmo ano fez sua primeira turnê internacional, e percorreu os países da América do Sul, América do Norte e Europa. Sua primeira turnê internacional foi na Argentina, para onde ela foi em setembro de 1958. Contudo, ela recebeu um calote do empresário que a contratou e ficou sem dinheiro para voltar, tendo de se apresentar por conta própria em boates até levantar fundos suficientes para viajar ao Rio, um processo que levou um ano.
Nesse meio tempo, seu pai morreu sem que ela pudesse estar perto dele. Por meio de Aldacir Louro, conseguiu sua primeira oportunidade de gravar um disco, pela RCA Victor. Contudo, foi novamente barrada pelo racismo quando os executivos da gravadora se decepcionaram ao descobrirem que ela era negra. Aldacir não desistiu e, com a ajuda de Moreira da Silva, gravou um compacto com "Brotinho de Copacabana" e "Pra Que É Que Pobre Quer Dinheiro?" pelo selo independente Rony, que não fez muito sucesso.
Pouco depois, a cantora Sylvinha Telles apresentou Elza a seu marido, Aloysio de Oliveira, produtor da Odeon, que a convidou para um teste, a partir do qual ela foi contratada para o seu primeiro álbum.

## Gravação
Com o contrato da Odeon, Elza Soares gravou Se Acaso Você Chegasse, com produção de Oswaldo Borba e Ismael Corrêa. A faixa-título tinha sido lançada como single pela cantora em dezembro de 1959 e se tornou o primeiro grande sucesso da artista. Com o sucesso do single, a faixa passou a nomear também o primeiro álbum. Sobre a música, Elza disse:

É uma música que eu gostava desde criança, minha mãe sempre a cantava em casa, a gente adorava a gravação de Ciro Monteiro.

## Lançamento
Se Acaso Você Chegasse foi lançado em 1960 pela Odeon em vinil.

## Faixas
A seguir lista-se as faixas de Se Acaso Você Chegasse:
Lado A
1. "Se Acaso Você Chegasse"
2. "Casa De Turfista... Cavalo De Pau"
3. "Mulata Assanhada"
4. "Era Bom"
5. "Samba Em Copa"
6. "Dedo Duro"

Lado B
1. "Teleco-Teco Nº 2"
2. "Contas"
3. "Sal E Pimenta"
4. "Cartão De Visita"
5. "Nêgo Tu... Nêgo Vós... Nêgo Você..."
6. "Não Quero Mais"